# 谷村有美
谷村 有美（たにむら ゆみ、1965年10月17日 - ）は、日本の女性歌手、シンガーソングライター。
2002年に結婚、配偶者は日本マクドナルドホールディングス前CEOや株式会社ゴンチャジャパン前CEOで、株式会社原田泳幸事務所代表取締役の原田泳幸。
所属事務所は「ハートランド」を経て、「アップフロントエージェンシーグループ」。現在はソニーミュージックレーベル。
レコード会社は1987年〜1998年までCBS・ソニー→Sony Records所属後、2000年にアップフロントワークスの「zetima」に移籍。2007年以降、ソニー・ミュージックダイレクトよりCBS・ソニー→Sony Records時代の楽曲によるベスト・アルバムを発表、最近の新曲はベスト・アルバムへ収録される形でリリース。過去に発売のライブ・ビデオも同社からDVDにてリリースされている。

## 人物
自ら作詞・作曲も手がけるシンガーソングライター。2歳からクラシック音楽教育を受け、アマチュア時代はフュージョン系バンドのキーボードを担当し、ステージでピアノやキーボードの速弾きを披露することもある。
音楽活動以外では、レコードデビュー前から朝の情報番組キャスターやテレビ番組の司会も担当。特にラジオDJでの飾らないしゃべりが特徴。人気パーソナリティで5年連続首位にランクインし、殿堂入りを果たす。雑誌にエッセイを連載したり、エッセイ本を出版するなど多方面での活動を行ってきた。また、陶芸や絵画、書道（師範レベル）にも才能を発揮している。

### 経歴
鹿児島県生まれ（出生のみ）、東京都育ち。
2歳でピアノに触れ、音楽教育を受け始め、3歳からはクラシックバレエを習った。作曲・即興演奏を得意としていた。
小学校4年のときにビートルズのコピーバンドに参加。13歳で単身渡米、カルチャーショックを受ける。学生時代にはロックやフュージョン系のバンドにキーボード奏者として参加。
慶應義塾大学在学中の1986年、CBS・ソニー主催オーディション「ティーンズ・ポップ・コンテスト」で優勝。

### シンガー・ソングライター
1987年（昭和62年）11月21日、シングル「Not For Sale」アルバム『Believe In』同日リリースデビュー。
1998年（平成10年）末から約2年間歌手活動を休業。理由は、デビューしてから十数年、走り続けて疲れがたまっていた影響で曲が書けなくなったため。具体的に1997年2月の武道館コンサートの後から「それまではどんなに忙しくても疲れるってことなかったのに、芯になるものがなくなったというか…音楽を楽しめなくなってしまって」「食欲もなくなって体重も減って…体調を崩してしまった」「これ以上自分にウソつきながら音楽を作っていくことはできないと思って、休業宣言したんです」と、活動再開後に本人が雑誌のインタビューにて当時の心境を明かしている。
休養期間の2年間は単身渡米し、ボイストレーニングに励む。プライベートでは、運転免許取得のため石垣島に合宿教習に赴き、数多く海外旅行に行ったり、かなり活発に動き回っていた。そのため休養期間中に過労で2回倒れた。ちなみにその合宿教習中の空き時間に、当初「30分だけの暇つぶし」のつもりで入ったカラオケボックスで結局一人で4時間半歌い続けてしまったことで、自らにとっての歌の存在価値を再確認し、歌手活動を再開するきっかけとなったと後に語る。これらを経て「生活すべてから歌が生まれ、音楽が自然に生活の中にある」という本来の姿に戻り、活動再開を決め、現在も楽しみながら音楽に取り組んでいると語る。
なお休業中も、臍帯血バンク支援のチャリティーとして1999年・2000年に「Pacific Heaven Club Band」（KAN・スターダストレビュー・森高千里など、アップフロントグループ所属のアーティストが参加）のアリーナ・ツアーに出演。1999年には阪神・淡路大震災で倒壊した神戸国際会館の復興を祝しジョー・サンプルと共演するなど、一部の活動については継続していた。震災直後の大阪公演で手作りの募金箱で募金を呼びかけ以後も番組を通じ支援を続けた。
2000年（平成12年）10月に活動を再開。

### プライベート
2002年（平成14年）4月に当時アップルコンピュータ社長だった原田泳幸と結婚。原田の述べるところによると、結婚後、谷村は自らの申し出で、日本マクドナルドの経営者である原田のため、原田が描くスケッチをもとにグラフや表、図形が入ったすべて英語の約30枚からなるPowerPointの資料を徹夜で作成したことがあり、その資料は（2004年時点での）日本マクドナルドの戦略のおおもとになっている。2021年2月6日、夫の原田が大暴れし、原田が逮捕拘留された。
趣味は陶芸、アロマテラピー、フラワーエッセンス（花の持つエネルギーを水に転写したもの）。モータースポーツの競技者ライセンスの国内B級ライセンスの資格（国際レース以外の国内全てのJAF公認ラリー競技会およびスピード行事に出場することができる資格）を持つ。

### 特記事項
毎年12月にクリスマスコンサートを開催。2004年からは芝居とライブを融合した『シアトリカルコンサート』という独自の公演を開始。2007年より弾き語りメインの『おでかけツアー』開始。
コンサートの最後はマイクを通さずに生の声で聴衆に挨拶するのが恒例。
難病と闘う子どもたちとその家族を支援する「ドナルドハウスチャリティーズ財団」の支援活動や、動物との触れ合いで人間本来の治癒力を高めるヒューマンアニマルボンド、および前述の臍帯血バンク支援、ヒト免疫不全ウイルス (HIV) の啓蒙と撲滅を掲げるアクト・アゲインスト・エイズ (AAA) などの社会貢献にも務めている。
2011年（平成23年）東日本大震災を受け「がんばろうニッポン 愛は勝つシンガーズ」に参加。

### 経歴
- 1986年
  - CBS・ソニー主催のオーディションである第2回『ティーンズ・ポップ・コンテスト』で優勝。
- 1987年
  - 10月5日 - TBSテレビの朝の番組『ドーナツ6』（DAWN AT 6）レギュラー司会として放送開始。
  - 11月7日 - TBSラジオ『寝そびれナイト 谷村有美のキャッチ・ミー』パーソナリティとして放送開始。
  - 11月21日 - シングル「Not For Sale」アルバム『Believe In』を同日リリースでデビュー。『Believe In』では松田聖子楽曲の大半の編曲を手がけた大村雅朗が全曲編曲、自作曲の他、小森田実や井上ヨシマサらが曲提供。
- 1988年
  - 1月16日 - TBSテレビ『PATI PATI LAND』レギュラー司会として放送開始。
  - 10月7日 - 新宿日清パワーステーションで初ライヴを行う。
  - 10月8日 - TBSラジオ『森川美穂と谷村有美のはじけるナイトボーン』パーソナリティとして放送開始。
  - 10月25日 - NHK教育テレビ『ベストサウンド』レギュラー司会として放送開始。
  - 12月9日 - 横浜LIVE SQUARE VIVREにてライヴを行う。
  - 12月21日 - 大阪バナナホールにてライヴを行う。
  - 12月26日 - TBSホールにて『ドーナツ6 クリスマス・ライヴ』開催。本年よりクリスマス・コンサートが毎年恒例となる。
- 1989年
  - 1月18日・19日 - 日清パワーステーションにて2DAYSライヴを行う。
  - 3月26日 - 名古屋ハートランドにてライヴを行う。
  - 3月27日 - 大阪MIDシアターにてライヴを行う。
  - 4月5日 - FM北海道『FM Rock Kids』のパーソナリティとして放送開始。
  - 4月8日・9日 - 日清パワーステーションにて2DAYSライヴを行う。初日は、自称「晴れ女」にもかかわらず、豪雨となる。TBSラジオ「ポップンルージュ」4月13日放送にて、バンドメンバーに1人「雨男」がいる、と発言。
  - 4月13日 - TBSラジオ『ポップンルージュ』のパーソナリティとして放送開始。
  - 4月14日 - FM横浜『ヨコハマ ラジオ ナイト 気ままにFeel Mie』のパーソナリティとして放送開始。
  - 5月31日 - FM802『FUNKY STUDIO MUSIC GUMBO』のパーソナリティとして放送開始。
  - 6月18日 - 7月18日 - 『Hear Tour』全国7か所のツアーを行う。
  - 11月3日 - テレビ朝日系列の深夜音楽番組『VIDEO JAM』のレギュラー司会として放送開始。
  - 11月3日 - 25日 - 『学園祭Tour』
  - 11月13日 - 週刊FMで連載コラム『谷村有美のなんでもかんでも』を始める。
  - 12月9日 - 札幌アスティ45にてクリスマスコンサート『X'mas LIVE もういくつねるとX'mas』を行う。
  - 12月13日 - 東京ベイNKホールにてクリスマスコンサート『X'mas LIVE いまだかつてないX'mas』を行う。
- 1990年
  - 2月25日 - 名古屋ボトムラインにてライヴを行う。
  - 3月10日・11日 - 大阪バナナホールにて2DAYSライヴを行う。
  - 5月19日 - 6月19日 - 『PRISM Tour』全国8か所のツアーを行う。
  - 10月10日 - TBSラジオ『パジャマ気分で』のパーソナリティとして放送開始。
  - 10月15日 - 「4ウェイ ミュージック ストリート」のパーソナリティとして放送開始（全国6局ネット〜FM仙台・FMぐんま・FM静岡・広島FM・FM愛媛・FM長崎〜FM局名は一部除き当時のもの）。
  - 10月20日 - 11月28日 - 『学園祭Tour』
  - 12月21日 - 日本武道館にてクリスマスコンサート『X'mas Parade 1990』（自身初の武道館ライヴ）を行う。
  - 12月25日 - 30日 - NHK衛星スペシャル『われらが青春の輝き 加山雄三帰ってきた若大将』にアシスタント出演。
- 1991年
  - 1月1日 - テレビ神奈川（TVK）特番『スーパーステーション』にパーソナリティとして出演。
  - 4月13日 - NHK-FM『リクエストアワー』のパーソナリティとして放送開始。
  - 4月30日 - 文化放送『コークSunday Morning 全国高校野球・谷村有美 私の甲子園』パーソナリティとして放送開始。
  - 5月11日 - 6月9日 - 『愛は元気です。Tour』全国6か所のツアーを行う。
  - 9月21日 - 初の単行本『愛は元気です。』（ソニー・マガジンズ編集）発売。
  - 10月22日 - 週刊プレイボーイでコラム『しあわせの泣きぼくろ』の連載を始める。
  - 10月27日 - 12月3日 - 『学園祭Tour』
  - 11月26日 - 12月2日 - 『With Tour』大宮ソニックシティ、愛知県勤労会館、大阪厚生年金会館3か所、4公演ツアー。
  - 12月17日 - 日本武道館にてクリスマスコンサート『X'mas Parade 1991 With Special』を行う。
- 1992年
  - 3月1日 - 谷村がソニー系列音源からセレクトしたオムニバスアルバム『BIRTH〜谷村有美・セレクション』を発売。
  - 3月29日 - 5月15日 - 『"笑顔"が街にやってくる。〜Smile is coming to town〜Tour』全国9か所のツアーを行う。
  - 8月2日 - コニファーフォレストにてライヴ『笑顔がリュックしょってやってくる』（自身初の野外ライヴ）を行う。
  - 9月29日 - 11月26日 - 『秋の味覚Tour1992』全国19か所のツアーを行う。
  - 10月17日 - 11月23日 - 『学園祭Tour1992』
  - 11月5日 - 単行本『しあわせの泣きぼくろ』（集英社編集）発売。
  - 12月15日・16日 - 日本武道館にて『X'mas Parade'92秋の味覚Tour Special』2DAYSライヴを行う。
- 1993年
  - 3月26日 - 単行本『愛は元気です。II』（ソニー・マガジンズ編集）発売。
  - 4月6日 - NHK-FM『ミュージック・スクエア』のパーソナリティとして放送開始。
  - 7月12日 - 文庫本『愛は元気です。』（ソニー・マガジンズ編集）発売。
  - 7月17日 - 8月22日 - 『日頃のご愛顧にお応えして'93夏の「御中元」Tour』日比谷野外音楽堂4DAYS、大阪城野外音楽堂2DAYSのライヴを行う。
  - 9月19日 - 12月17日 - 『愛する人へTour』全国26か所のツアーを行う。
  - 12月1日 - 毎年国際エイズデーに行われるエイズ啓発のためのコンサート『Act Against AIDS』（大阪城ホール）に出演。佐藤竹善とのデュエットで「The Greatest Love of All」を、ソロで「Not For Sale」を歌う。なおこの日の担当ラジオ番組『FUNKY STUDIO 802 MUSIC GUMBO』によせられたHIV感染者からの手紙をもとに「恋に落ちた」を作った。1年後の同コンサートにおいて披露された。
  - 12月20日・21日 - 日本武道館にてクリスマスコンサート『X'mas Parade'93愛する人へFINAL』2DAYSを行う。
- 1994年
  - 7月25日 - 文庫本『しあわせの泣きぼくろ』（集英社編集）発売。
  - 9月18日 - 1995年1月23日 - 『With II Tour '94～'95』全国31か所のツアーを行う。
  - 11月3日 - 13日 - 『学園祭Tour』
  - 12月20日・21日 - 日本武道館にてクリスマスコンサート『CHRISTMAS PARADE'94WithII』2DAYSを行う。
  - ソニーVIDEO CD demonstration disc 『Yumi Tanimura on VIDEO CD』（非売品）配布
- 1995年
  - 1月10日 - キーボードスペシャル (KB SPECIAL) 1995年2月号の表紙を飾り、特集記事が掲載される。
  - 1月23日 - 大阪厚生年金会館にて『With II Tour '94～'95 追加公演FINAL』ライヴを行う。
  - 7月15日 - 文庫本『愛は元気です。II』（ソニー・マガジンズ編集）発売。
  - 10月13日 - 1996年1月21日 - 『圧倒的に片想いTour'95〜'96』全国28か所のツアーを行う。
  - 11月15日 - 初の写真集『Obrigada（オブリガーダ）』（アップフロントブックス発行）発売。
  - 12月1日-大阪城ホールでの『Act Against AIDS』に出演。原由子と共演。
- 1996年
  - 1月7日 - TOKYO FM『チャレンジ・ザ・ドリーム』のパーソナリティとして放送開始。
  - 2月2日・3日 - 日本武道館にて『圧倒的に片想いFINAL』2DAYSライヴを行う。
  - 2月9日 - 大阪城ホールにて『圧倒的に片想いFINAL』ライヴを行う。
  - 10月21日 - 1997年1月26日 - 『LIVE LIVE LIVE～しあわせのかたち～'96～'97』全国28か所のツアーを行う。
  - 12月25日 - 横浜アリーナにてクリスマスコンサート『The X'mas Show』を行う。
- 1997年
  - 2月9日・10日 - 日本武道館にて『LIVE LIVE LIVE〜しあわせのかたち〜FINAL』2DAYSライヴを行う。
  - 2月22日 - 大阪城ホールにて『LIVE LIVE LIVE〜しあわせのかたち〜FINAL』ライヴを行う。
  - 10月16日 - 1998年1月24日 『CONCERT TOUR 1997～1998 "daybreak"』全国23か所のツアーを行う。
  - 12月22日 - 23日 東京の赤坂BLITZでクリスマスコンサート『The X'mas Show Vol.2』を行う。
- 1998年
  - 2月7日 - 東京国際フォーラムホールにてライヴ『CONCERT TOUR 1997～1998 "daybreak"』を行う。
  - 2月15日 - 大阪フェスティバルホールにてライヴ『CONCERT TOUR 1997～1998 "daybreak"』を行う。
  - 9月30日 - FM802『FUNKY STUDIO MUSIC GUMBO』最終日。
  - 12月12日 - 3枚目のベストアルバム『with III』リリース後、活動休止。
- 1999年
  - 6月5日 - 阪神大震災 で全壊した神戸国際会館のリニューアルオープンを記念するコンサートに参加。
  - 7月 - 大阪城ホール・横浜アリーナ・名古屋レインボーホールで行われた臍帯血バンク支援チャリティー「Pacific Heaven Club Band 『Pacific Heaven 1999』」に参加。スターダスト・レビュー、KAN、Something ELse、相田翔子、森高千里らと共演。
- 2000年
  - 7月 - 臍帯血バンク支援チャリティー 大阪城ホール・横浜アリーナ・名古屋レインボーホールで行われたで行われた「Pacific Heaven Club Band 『Pacific Heaven 2000』」に参加。スターダスト・レビュー、KAN、Something Else、相田翔子、田村直美らと共演。
  - 10月12日 - アップフロントワークスのプロダクション主体レーベルのzetimaに移籍し、復帰第1弾シングル「A・RA・WA」をリリース（作詞・作曲はシャ乱Qのまこと&たいせい、編曲は加藤道明）。
- 2001年
  - 3月10日 - キーボード・マガジン 2001年04月号にインタビュー記事が掲載。
  - 4月10日 - キーボード・マガジン 2001年05月号でコラム連載『谷村有美の「ちょっとマニアック」』開始。（2002年06月号まで掲載）
  - 6月20日 - 復帰後、最初のアルバム『マイ・プレジャー』をリリース。
  - 7月14日・21日 - ライブツアー『LOVE LIVE LIFE〜OVER THE RAINBOW 虹のかなたへ〜』を行う。
  - 10月20日 - 日比谷野外音楽堂でのチャリティーイベント『Stand up! 2001』に出演。
  - 12月1日 - 日本武道館での『Act Against AIDS』に出演。「恋に落ちた」を歌う。
  - 12月16日 - 24日 - クリスマスコンサート『Love Live! Life? Chr
- 2002年
  - 4月 - 原田泳幸日本マクドナルド株式会社代表取締役会長兼社長兼CEO（当時はApple Computer日本代表取締役社長）と結婚。
- 2004年
  - 12月1日 - 大阪城ホールでの『Act Against AIDS』に出演。日本武道館と同様に「恋に落ちた」を歌う。
  - 12月18日 - 20日 - 東京・渋谷のBunkamura内シアターコクーンでシアトリカル・コンサート『六月の雨』を公演。今までの持ち歌から舞台のストーリーに合った曲を歌う。劇団「双数姉妹」を主宰する小池竹見が構成・演出。
- 2005年
  - 4月15日 - 渋谷区のラ・クロシェットでファンクラブ会員限定のデイナーショー（ランチショー）『Yumi Tanimura Face to Faith 〜Over The Rainbow さんきゅう☆〜』を4日間、計6公演行う。
  - 6月 - 第1子（男子）を出産。
  - 10月 - ラジオ番組再開。12月、恒例のクリスマスコンサートを開催。
  - 11月9日 - お台場・Zepp東京において『世界こどもの日スペシャル 笑顔になろう。笑顔にしよう。チャリティーライブ』に出演。出産後初のライブとなる。
- 2006年
  - デスティニーズチャイルドの「世界子どもの日」公式ソング「STAND UP FOR LOVE」を邦訳。邦題は「立ち上がろう、愛のために」。同曲はチャリティーコンサートなどで披露。
  - 12月18日 - 東京の「かつしかシンフォニーヒルズ」のモーツァルトホールにて『谷村有美と過ごすハートフルなクリスマスVol.4』と題する恒例のクリスマスコンサートを行う。
- 2007年
  - 8月29日 - 松浦亜弥に楽曲提供（厳密には谷村のオリジナルを松浦がカバー）したシングル「笑顔」が発売。
  - 9月7日 - 11月17日 デビュー20周年記念企画として、弾き語りツアー『おでかけツアー2007 笑顔～もっとお側に～』を行う（6年ぶりの全国コンサートツアー）。
  - 12月8日・9日 - 東京・めぐろパーシモンホールにて、デビュー20周年スペシャル企画第3弾『谷村有美と過ごすハートフルなクリスマスVol.5』と題する恒例のクリスマスコンサートを行う。
- 2008年
  - 8月31日 - 9月23日 - 『おでかけツアー2008 ～今年ももっとお側に～』を行う。
  - 12月21日 - 東京・大田区民ホール・アプリコ大ホール[3]にて、『谷村有美と過ごすハートフルなクリスマスVol.6』と題する恒例のクリスマスコンサートを行う。

- その後も毎年コンスタントに弾語りをメインに「おでかけツアー」そして、クリスマス時期には「谷村有美と過ごすハートフルなクリスマス」と銘打つクリスマスコンサートは恒例となっている。
- 2011年には東京・丸の内コットンクラブ[4]での単独ライブ2日間4公演を満員御礼のうちに成功させている。
- 2012年には、横浜・埼玉2公演、初日の次が千秋楽という過密スケジュールの中、お出かけツアーを成し遂げた。

## ラジオ番組での支持
ラジオDJ人気投票で5年連続第1位。歴代第1位は中島みゆき、渡辺美里等。5年連続首位は稀有。
FM802の人気FM番組、『FUNKY STUDIO 802 MUSIC GUMBO』のDJを開局時から9年8か月の長期間担当。根強い支持を受け続けた。この番組の最終回にて休養を初めて発表するなど、本人の思い入れの強い番組であった。
2004年からミュージックバード『それなりに月曜日』（産休による放送一時休止後『谷村有美のそれなりに+』に変更）にパーソナリティーとして出演。サイマルラジオでも配信された。2019年8月26日、番組内にて9月を以て卒業することを発表。約15年間の長期間担当した。
2019年9月に、会員制ファンコミュニティアプリ「fanicon」にて「谷村有美のおしゃべりカフェ」を開設し、有料配信を行っている。

## 曲に関する逸話
- 1994年発売『恋に落ちた』

AAAのコンサート出演後担当したラジオ『MUSIC GUMBO』に寄せられた、HIVに感染した女性からの実話をもとに、強く感銘をうけ、その日の晩に生まれた歌。また、当日番組には他にもHIVの陽性反応という結果を受けた等、様々なエピソードも届いており、かつ、その投稿への前代未聞の多数反響が寄せられ、終始感動的な番組となった。谷村本人も強く心を揺さぶられ、歌を紡ぐ強い動機となった。AAA初年度12月1日は、谷村自身が「チャリティーコンサートに参加するということ、歌をうたうということにおいて、重要な意味をもつ経験となった」と後に語っている。
- 1996年発売シングル『FACE UP』

スウィング・アウト・シスターのプロデューサーであるポール・オダフィが谷村の『愛は元気です』を聞き関心を持ったことから、プロデュースとミキシングを担当。
- 2001年発売シングル『エントランス』カップリング曲『名前のないうた』

大阪府の池田市で起きた小学生殺傷事件により一時開催自粛されたイベント「池田市カーニバル」を再開催する日に谷村がゲスト招聘された際、現地へ移動中に書き上げ、まだコードもタイトルのない「名前のないうたです」と紹介して歌唱した。
- 1989年発売シングル『がんばれブロークンハート』

2009年8月16日、日本テレビ系『ザ・サンデーNEXT』に夫の原田がコメンテーターとして出演した際、司会の徳光和夫から、「（谷村の）『がんばれブロークン・ハート』という曲はご存知でしたか?」と質問され、「知りませんでした。一瞬誰の歌かと思ってしまいました」と答えていた。

## ディスコグラフィー

### シングル
| #            | 発売日         | タイトル                                                    | c/w                                           | 規格        | 品番        | 初出アルバム                         |             |             |             |
| CBS・ソニー  | CBS・ソニー    | CBS・ソニー                                                 | CBS・ソニー                                   | CBS・ソニー | CBS・ソニー | CBS・ソニー                          | CBS・ソニー | CBS・ソニー | CBS・ソニー |
| ------------ | -------------- | ----------------------------------------------------------- | --------------------------------------------- | ----------- | ----------- | ------------------------------------ | ----------- | ----------- | ----------- |
| 1st          | 1987年11月21日 | Not For Sale                                                | ためいき色のタペストリー                      | EP          | 07SH-2016   | BELIEVE IN                           |             |             |             |
| 2nd          | 1988年6月22日  | ガラスの午前4時                                             | 生まれたての朝 -Brand New Sunshine-           | EP          | 07SH-3076   | Face                                 |             |             |             |
| 2nd          | 1988年6月22日  | ガラスの午前4時                                             | 生まれたての朝 -Brand New Sunshine-           | 8cmCD       | 10EH-3076   | Face                                 |             |             |             |
| 3rd          | 1988年10月21日 | Boy Friend                                                  | 朝は朝 嘘は嘘                                 | EP          | 07SH-3133   | Hear                                 |             |             |             |
| 3rd          | 1988年10月21日 | Boy Friend                                                  | 朝は朝 嘘は嘘                                 | 8cmCD       | 10EH-3133   | Hear                                 |             |             |             |
| 3rd          | 1988年10月21日 | Boy Friend                                                  | 朝は朝 嘘は嘘                                 | CT          | 10WH-3133   | Hear                                 |             |             |             |
| 4th          | 1989年4月7日   | がんばれブロークン・ハート                                  | Tonight                                       | 8cmCD       | 10EH-3268   | Hear                                 |             |             |             |
| 4th          | 1989年4月7日   | がんばれブロークン・ハート                                  | Tonight                                       | CT          | 10WH-3268   | Hear                                 |             |             |             |
| 5th          | 1989年7月21日  | 明日の恋に投げKISS                                          | HALF MOON                                     | 8cmCD       | 10EH-3321   | Hear                                 |             |             |             |
| 5th          | 1989年7月21日  | 明日の恋に投げKISS                                          | HALF MOON                                     | CT          | 10WH-3321   | Hear                                 |             |             |             |
| 6th          | 1990年4月21日  | 6月の雨                                                     | シンデレラの勇気                              | 8cmCD       | CSDL-3080   | PRISM                                |             |             |             |
| 7th          | 1990年9月21日  | パレード・パレード                                          | バーボン・ストリート                          | 8cmCD       | CSDL-3161   | 愛は元気です。                       |             |             |             |
| 8th          | 1990年11月21日 | 友達                                                        | BLUEじゃいられない (Saturday Night Party Mix) | 8cmCD       | CSDL-3201   | 愛は元気です。                       |             |             |             |
| Sony Records |                |                                                             |                                               |             |             |                                      |             |             |             |
| 9th          | 1991年4月25日  | 幸せ探して                                                  | どうでもいいの                                | 8cmCD       | SRDL-3264   | with                                 |             |             |             |
| 10th         | 1991年6月21日  | 21世紀の恋人                                                | OH MY GOD!!                                   | 8cmCD       | SRDL-3300   | White Songs                          |             |             |             |
| 11th         | 1991年11月1日  | 永遠のはじまり                                              | サンタをむかえに行く夜                        | 8cmCD       | SRDL-3392   | with                                 |             |             |             |
| 12th         | 1992年6月1日   | ときめきをBelieve                                           | ひとつぶの涙 (Single Version)                 | 8cmCD       | SRDL-3477   | Docile                               |             |             |             |
| 13th         | 1992年11月21日 | いちばん大好きだった                                        | 恋しているから                                | 8cmCD       | SRDL-3580   | Docile                               |             |             |             |
| 14th         | 1993年6月21日  | 最後のKISS                                                  | SECOND LOVE -二番手の恋-                      | 8cmCD       | SRDL-3688   | 愛する人へ〜A MON COEUR〜            |             |             |             |
| 15th         | 1993年10月1日  | いちばん大好きだった / Tonight / がんばれブロークン・ハート | [ソニーレコード25周年企画品]                  | 8cmCD       | SRDL-3720   | with II                              |             |             |             |
| 16th         | 1993年11月21日 | SOMEBODY LOVES YOU / 一緒に暮らそう                         | ー                                            | 8cmCD       | SRDL-3778   | 愛する人へ〜A MON COEUR〜            |             |             |             |
| 17th         | 1994年5月21日  | しあわせの涙                                                | 元気だしてよ                                  | 8cmCD       | SRDL-3848   | with II                              |             |             |             |
| 18th         | 1994年7月21日  | 今夜あなたにフラレたい                                      | 彼女のフィアンセ                              | 8cmCD       | SRDL-3885   | with II                              |             |             |             |
| 19th         | 1994年11月2日  | あしたの私に会いたくて                                      | あなたに愛を                                  | 8cmCD       | SRDL-3934   | 幸福の場所                           |             |             |             |
| 20th         | 1995年2月22日  | 信じるものに救われる                                        | 恋に落ちた                                    | 8cmCD       | SRDL-3985   | 圧倒的に片想い                       |             |             |             |
| 21st         | 1995年7月21日  | MOON                                                        | 雪の朝                                        | 8cmCD       | SRDL-4063   | 圧倒的に片想い                       |             |             |             |
| 22nd         | 1996年5月2日   | しあわせのかたち                                            | 圧倒的に片想い                                | 8cmCD       | SRDL-4197   | Daybreak                             |             |             |             |
| 23rd         | 1997年4月21日  | せめてもの I LOVE YOU                                       | Stay With Me                                  | 8cmCD       | SRDL-4360   | Daybreak                             |             |             |             |
| 24th         | 1997年8月21日  | FACE UP                                                     | KILLER BOLLOW                                 | 8cmCD       | SRDL-4402   | Daybreak                             |             |             |             |
| 25th         | 1998年8月5日   | 虹のふもとで                                                | Instrumental Part II                          | 8cmCD       | SRDL-4539   | with III                             |             |             |             |
| zetima       |                |                                                             |                                               |             |             |                                      |             |             |             |
| 26th         | 2000年10月12日 | A・RA・WA                                                   | mobile girl                                   | 12cmCD      | EPCE-5072   | マイ・プレジャー〜With my pleasure〜 |             |             |             |
| 27th         | 2001年2月21日  | ベストセラー / 真実の花                                     | ー                                            | 12cmCD      | EPCE-5090   | マイ・プレジャー〜With my pleasure〜 |             |             |             |
| 28th         | 2001年12月5日  | エントランス / 名前のないうた                               | ー                                            | 12cmCD      | EPCE-5130   | N/A                                  |             |             |             |

### その他
- かおりちゃんタイム（NHK『みんなのうた』1989年8月 作詞：林朝美 作曲・編曲：西脇辰弥）

キューン・ソニーレコード（後のキューンミュージック）から1997年9月1日発売CD『NHK みんなのうた さとうきび畑』収録
- ときめきをBelieve（『アルスラーン戦記2』バージョン）

『アルスラーン戦記2 オリジナル・サウンドトラック』に収録・同一タイトルシングルの別詞（作詞：坂田和子）・別アレンジ版

### オリジナル・アルバム
| #    | 発売日         | タイトル                             | 規格品番        | 発売元       |
| ---- | -------------- | ------------------------------------ | --------------- | ------------ |
| 1st  | 1987年11月21日 | BELIEVE IN                           | 32DH-833（CD）  | CBS・ソニー  |
| 1st  | 1987年11月21日 | BELIEVE IN                           | 28AH-2259（LP） | CBS・ソニー  |
| 1st  | 1987年11月21日 | BELIEVE IN                           | SRYL-7131（MD） | CBS・ソニー  |
| 1st  | 1987年11月21日 | BELIEVE IN                           | 28KH-2356（CT） | CBS・ソニー  |
| 2nd  | 1988年9月1日   | Face                                 | 32DH-5110（CD） | CBS・ソニー  |
| 2nd  | 1988年9月1日   | Face                                 | SRYL-7132（MD） | CBS・ソニー  |
| 2nd  | 1988年9月1日   | Face                                 | 28KH-5110（CT） | CBS・ソニー  |
| 3rd  | 1989年6月21日  | Hear                                 | 32DH-5259（CD） | CBS・ソニー  |
| 3rd  | 1989年6月21日  | Hear                                 | SRYL-7133（MD） | CBS・ソニー  |
| 3rd  | 1989年6月21日  | Hear                                 | 28KH-5259（CT） | CBS・ソニー  |
| 4th  | 1990年5月12日  | PRISM                                | CSCL-1127（CD） | CBS・ソニー  |
| 4th  | 1990年5月12日  | PRISM                                | SRYL-7083（MD） | CBS・ソニー  |
| 4th  | 1990年5月12日  | PRISM                                | CSTL-1127（CT） | CBS・ソニー  |
| 5th  | 1991年5月15日  | 愛は元気です。                       | SRCL-1793（CD） | Sony Records |
| 5th  | 1991年5月15日  | 愛は元気です。                       | SRYL-7059（MD） | Sony Records |
| 5th  | 1991年5月15日  | 愛は元気です。                       | SRTL-1793（CT） | Sony Records |
| 6th  | 1991年12月12日 | White Songs                          | SRCL-2265       | Sony Records |
| 7th  | 1992年12月12日 | Docile                               | SRCL-2545（CD） | Sony Records |
| 7th  | 1992年12月12日 | Docile                               | SRYL-7134（MD） | Sony Records |
| 8th  | 1993年8月21日  | 愛する人へ〜A MON COEUR〜            | SRCL-2678（CD） | Sony Records |
| 8th  | 1993年8月21日  | 愛する人へ〜A MON COEUR〜            | SRYL-7114（MD） | Sony Records |
| 9th  | 1994年12月1日  | 幸福の場所                           | SRCL-3091（CD） | Sony Records |
| 9th  | 1994年12月1日  | 幸福の場所                           | SRYL-7174（MD） | Sony Records |
| 10th | 1995年10月21日 | 圧倒的に片想い                       | SRCL-3367（CD） | Sony Records |
| 10th | 1995年10月21日 | 圧倒的に片想い                       | SRYL-7217（MD） | Sony Records |
| 11th | 1997年10月1日  | Daybreak                             | SRCL-4044（CD） | Sony Records |
| 11th | 1997年10月1日  | Daybreak                             | SRYL-7317（MD） | Sony Records |
| 12th | 2001年6月20日  | マイ・プレジャー〜With my pleasure〜 | EPCE‐5107       | ゼティマ     |

### ベスト・アルバム
| #   | 発売日         | タイトル                                                                     | 規格品番        | 発売元                         |
| --- | -------------- | ---------------------------------------------------------------------------- | --------------- | ------------------------------ |
| 1st | 1991年11月21日 | with                                                                         | SRCL-2239（CD） | Sony Records                   |
| 1st | 1991年11月21日 | with                                                                         | SRYL-7025（MD） | Sony Records                   |
| 1st | 1991年11月21日 | with                                                                         | SRTL-1783（CT） | Sony Records                   |
| 2nd | 1994年8月1日   | with II                                                                      | SRCL-2953（CD） | Sony Records                   |
| 2nd | 1994年8月1日   | with II                                                                      | SRYL-7154（MD） | Sony Records                   |
| 3rd | 1998年5月20日  | この愛の始まりも 恋の終わりも                                                | SRCL-4236（CD） | Sony Records                   |
| 3rd | 1998年5月20日  | この愛の始まりも 恋の終わりも                                                | SRYL-7347（MD） | Sony Records                   |
| 4th | 1998年12月12日 | with III                                                                     | SRCL-4439（CD） | Sony Records                   |
| 4th | 1998年12月12日 | with III                                                                     | SRYL-7365（MD） | Sony Records                   |
| 5th | 2007年12月19日 | Crystal Time〜谷村有美 コンプリート・レコーディングス Sony Music Years BOX〜 | MHCL-1221〜33   | ソニー・ミュージックダイレクト |
| 6th | 2009年12月23日 | タニムラベスト                                                               | MHCL-1689       | ソニー・ミュージックダイレクト |

### オムニバス・アルバム
| 発売日       | タイトル                      | 規格品番  | 発売元       | 備考                                                             |
| ------------ | ----------------------------- | --------- | ------------ | ---------------------------------------------------------------- |
| 1992年3月1日 | BIRTH〜谷村有美・セレクション | SRCS-5758 | Sony Records | ソニー系列の洋楽音源から谷村がセレクトしたオムニバス・アルバム。 |

## 映像作品
- ビデオ・クリップ
  - がんばれブロークン・ハート（1990年9月21日 CDV:CSFM7020 CBS・ソニー）
  - パレード・パレード（1990年12月21日 CDV:CSFM7046 CBS・ソニー）

- ビデオ・クリップ集
  - MY PRISM（1990年12月21日 Beta:CSUM3212 VHS:CSVM212 LD:CSLM212 CBS・ソニー/ 2003年12月17日 DVD:SRBL1207 Sony Records）
  - Two Hearts 〜with the complete video clips〜（1998年5月20日 初回仕様限定盤VHS:SRVM5629 通常盤VHS無 LD:SRLM5629 1998年12月12日発売 DVD:SRBL1012 Sony Records/ 2003年12月17日 DVD:SRBL1208 Sony Records）

- ライブ・ビデオ
  - Feel Mie 1988-1991（1991年9月21日 Beta:SRUM3280 VHS:SRVM280 LD:SRLM280 Sony Records  / 2004年11月17日 DVD:MHBL1013 ソニー・ミュージックダイレクト）
  - feel mie special sound picnic（1993年1月21日 Beta:SRUM3339 初回限定盤VHS:SRVM339 通常盤VHS:SRVM346 LD:SRLM346 8mm:SRWM6339 Sony Records / 2005年2月23日 DVD:MHBL1016 ソニー・ミュージックダイレクト）
  - feel mie 1991-1992（1993年10月1日 VHS:SRVM361 LD:SRLM361 Sony Records / 2005年5月18日 DVD:MHBL1018 ソニー・ミュージックダイレクト）
  - FEEL MIE SPECIAL 1993 愛する人へ〜A MON COEUR〜（1994年12月1日 初回限定盤VHS:SRVM430-431 通常盤VHS:SRVM432 初回限定盤LD:SRLM430-431 通常盤LD:SRLM432 Sony Records / 2005年8月24日 DVD:MHBL1019 ソニー・ミュージックダイレクト）
  - FEEL MIE 1993-1994（1995年12月1日 完全生産限定盤VHS:SRVM486 通常盤VHS:SRVM504 完全生産限定盤LD:SRLM486 通常盤LD:SRLM504 Sony Records / 2005年12月7日 DVD:MHBL1047 ソニー・ミュージックダイレクト）
  - FEEL MIE SPECIAL 1996 圧倒的に片想い（1996年7月21日 初回仕様VHS:SRVM532（通常盤同品番） LD:SRLM532 / 2006年3月1日 DVD:MHBL1066 ソニー・ミュージックダイレクト）
  - FEEL MIE SPECIAL 1996-1997 LIVE LIVE LIVE 〜しあわせのかたち〜（1997年8月1日 初回仕様VHS:SRVM5573（通常盤同品番） LD:SRLM5573 / 2006年5月24日 DVD:MHBL1069 ソニー・ミュージックダイレクト）
  - Yumi Tanimura Heartful Christmas 03-04（2004年12月24日 DVD:TGBS1179 谷村有美＠DVD製作委員会）

- 映像作品その他
  - VIDEO CD demonstration disc 『Yumi Tanimura on VIDEO CD』（1994年 VCD:TDID90001 ソニー・ミュージックエンタテインメント）
    - 非売品ではあるが、下記の『Platinum Cafe 〜YUMI TANIMURA the complete databaserom』に収録されている。

  - Internet Access Passport（1997年5月29日 CD-ROM:ORRX1003 オラシオン）
  - PENGUIN PIANO（1997年10月31日 CD-ROM:ORRX1006 オラシオン）
  - Platinum Cafe 〜YUMI TANIMURA the complete databaserom（1999年3月10日 CD-ROM:SRDD44 Sony Records）

## 書籍

### 単著
- 谷村有美『愛は元気です。』（単行本）（ソニー・マガジンズ 1991年9月20日）ISBN 9784789706445
- 谷村有美『愛は元気です。』（文庫本）（ソニー・マガジンズ 1993年7月12日）ISBN 4789708144
- 谷村有美『愛は元気です。II』（単行本）（ソニー・マガジンズ 1993年3月26日）ISBN 9784789707954
- 谷村有美『愛は元気です。II』（文庫本）（ソニー・マガジンズ 1995年7月17日）ISBN 4789709809
- 谷村有美『しあわせの泣きぼくろ』（単行本）（集英社 1992年11月5日）ISBN 4087801713 - 『週刊プレイボーイ』に連載されたエッセイをまとめたもの。
- 谷村有美『しあわせの泣きぼくろ』（文庫本）（集英社 1994年7月20日）ISBN 4087481948

### フォトブック
- 北島明『Obrigada -谷村有美写真集』（アップフロントブックス 1995年11月）ISBN 4847024117 - 全編ブラジル撮影によるフォト・エッセイ。
- 大森克己『谷村有美でよかった。』（ソニー・マガジンズ 1996年3月）ISBN 4789710858 - カメラマン大森克己が谷村のレコーディング・コンサート・プライベートの様子を収めたもの。

### 連載
- 昭和50年男「谷村有美 セレンディピティ（Serendipity）〜幸せの連鎖〜」（2024年2月 - 、ヘリテージ）

## 出演

### テレビ番組
- ドーナツ6（TBS）
- ベストサウンドIV「ラテンフュージョン」 - クロスオーバー・フュージョン知識を評され松岡直也の助手を務めた。
- ホテル物語・夏!（TBS） - 本作の主題歌を担当した縁で歌手役で出演、歌唱。
- VIDEO JAM（テレビ朝日）
- 「夢で逢えたら」（フジテレビ）
- 「笑っていいとも!」（フジテレビ） - 尾崎亜美からの紹介で、1992年8月27日「テレフォンショッキング」に出演。谷村からの紹介は、KAN。

### ラジオ番組
- ミュージックシーンNOW（TBSラジオ）
  - 谷村有美のキャッチ・ミー 寝そびれナイト
  - 森川美穂と谷村有美のはじけるナイト"ボーン!"
- FM ROCK KIDS（FM北海道）
- ポップン・ルージュ（TBSラジオ）
- コークSunday Morning 全国高校野球・谷村有美 私の甲子園（文化放送）
- 気ままにFeel Mie（FM横浜 1989年4月7日 - 1994年3月25日）
- FUNKY STUDIO 802 MUSIC GUMBO（FM802 1989年4月 - 1998年12月、水曜日担当） - 最終回で音楽活動の一時休止を発表した。
- 谷村有美のパジャマ気分で（TBSラジオ）
- 4ウェイ ミュージック ストリート（FM仙台・FM群馬・FM静岡・FM広島・FM愛媛・FM長崎）
- FMリクエストアワー（NHK-FM 1991年4月13日 - 1993年4月3日） - 森川美穂、鈴木祥子、井上昌己と交代で務める。1991年4月のレギュラー以前に数度代理経験をもつ。
- ミュージックスクエア（NHK-FM 1993年4月6日 - 1995年3月28日、火曜日「とっておきTuesday」担当）
- チャレンジ・ザ・ドリーム（TFM）
- つんくばん（TBSラジオ 2001年4月 - 9月）
- HEART FULL cafe（Date fm 2006年4月2日 - 2008年3月）
- 週間 谷村有美でございます（東北放送 2008年10月11日 - 2009年3月28日）
- 谷村有美 それなりに月曜日（ミュージックバード、2004年）
- 谷村有美 それなりに+（ミュージックバード、2005年10月3日 - 2019年9月30日）
- 谷村有美に「お任せください！」（大分放送・新潟放送・福井放送・西日本放送 2017年4月 - 10月）大分放送は 2017年9月30日 福井放送と西日本放送は 2017年10月1日 新潟放送は告知なしに 2017年9月25日 放送分で終了した。

### CM出演
- ポッカコーポレーション「バーボンストリート」（1990年） - ポッカが輸入販売していた米国製アルコール系コーラのCMで踊る。（CMソング：「パレード・パレード」カップリング曲「バーボン・ストリート」）
- ローランド「EMシリーズ」（1990年） - シンセサイザーの雑誌広告
- ソニー「MD（ミニディスク）」（1994年）（CMソング：「今夜あなたにフラレたい」）

## タイアップ
| 曲名                                              | タイアップ                                                                             |
| ------------------------------------------------- | -------------------------------------------------------------------------------------- |
| Not For Sale                                      | TBS『ドーナツ6』テーマソング                                                           |
| ガラスの午前4時                                   | TBS『ドーナツ6』テーマソング                                                           |
| Boy Friend                                        | KDD「001」CMソング                                                                     |
| がんばれブロークン・ハート                        | JCB・三和カードCMソング                                                                |
| 明日の恋に投げKISS                                | TBS系ドラマ『ホテル物語・夏!』主題歌                                                   |
| 6月の雨                                           | ムトウRaptyCMソング                                                                    |
| パレード・パレード                                | ポッカ「バーボン・ストリート」CMソング                                                 |
| 幸せ探して                                        | テレビ朝日『ビデオあなたが主役』エンディングテーマ                                     |
| 愛は元気です。                                    | NHK-FM放送ラジオドラマサウンド夢工房『ユンカース・カム・ヒア』エンディングテーマ       |
| 愛は元気です。                                    | TBS系アニメ『3丁目のタマ うちのタマ知りませんか?』オープニング・テーマ                 |
| 愛は元気です。                                    | 名古屋テレビ朝の情報番組『コケコッコー』オープニングテーマ                             |
| 21世紀の恋人                                      | テレビ朝日系アニメーション『21エモン』エンディングテーマ                               |
| 永遠のはじまり                                    | テレビ朝日『いいな世界WA!』エンディングテーマ                                          |
| ときめきをBelieve                                 | TBS系クイズ番組『世界・ふしぎ発見!』エンディングテーマ                                 |
| ときめきをBelieve（アルスラーン戦記IIバージョン） | アニメ映画『アルスラーン戦記2』エンディングテーマ                                      |
| いちばん大好きだった                              | TBS『ブロードキャスター』エンディングテーマ                                            |
| 最後のKISS                                        | テレビ東京『いい旅・夢気分』エンディングテーマ                                         |
| SOMEBODY LOVES YOU                                | TBS『あなたにオンタイム』エンディングテーマ                                            |
| しあわせの涙                                      | テレビ東京『徳光のTVコロンブス』エンディングテーマ                                     |
| 元気だしてよ                                      | 毎日放送・TBS系アニメーション『3丁目のタマ うちのタマ知りませんか?』オープニングテーマ |
| 今夜あなたにフラレたい                            | SONY「Mini-Disc」CMソング                                                              |
| 信じるものに救われる                              | フジテレビ系『HEY!HEY!HEY! MUSIC CHAMP』エンディングテーマ                             |
| しあわせのかたち                                  | 日本テレビ『メレンゲの気持ち』エンディングテーマ                                       |
| せめてものI LOVE YOU                              | フジテレビ系『平成教育委員会』エンディングテーマ                                       |
| FACE UP                                           | TBS系『噂の!東京マガジン』エンディングテーマ                                           |
| 虹のふもとで                                      | TBS系（毎日放送制作）ドラマ30『ゴースト・ママ』主題歌                                  |
| A・RA・WA                                         | エルセーヌCMソング                                                                     |